# Glad-Aurel Varga
Glad-Aurel Varga (n. 25 mai 1986, Arad, România) este un deputat român, ales în 2016. 